# OceanSat-2
OceanSat-2 ist ein indischer Meeresforschungssatellit aus der Indian Remote Sensing Reihe.

## Missionsverlauf
Oceansat-2 ist der zweite ISRO-Satellit in der Reihe der IRS Meeresforschungssatelliten und führt die Aufgaben von OceanSat-1 (1999 gestartet) fort. OceanSat-2 trägt drei Instrumente einschließlich eines Ocean Colour Monitor (OCM), das dem von OceanSat-1 mitgeführten 6-Band-Spektrometer stark ähnelt.
Die wichtigsten Ziele der Mission sind an die Untersuchung der Wind- und Wasserströmung an der Meeresoberfläche, die Beobachtung der Chlorophyll-Konzentrationen, die Überwachung der Blüte von Phytoplankton und das Studium von atmosphärischen Aerosolen und Schwebstoffen im Wasser.
Der Satellit wurde am 23. September 2009 mit der PSLV-Rakete C14 vom Satish Dhawan Space Centre (SDSC) in Sriharikota an Indiens Südküste zusammen mit vier anderen Satelliten, UWE-2 der Universität Würzburg, SwissCube 1 von der Eidgenössischen Technischen Hochschule Lausanne (EPFL, École polytechnique fédérale de Lausanne), BeeSat von der Technischen Universität Berlin und ITU-pSat von der Technischen Universität Istanbul (ITU, Istanbul Technical University), gestartet. Nach 1081 Sekunden wurde OceanSat-2 in einer Höhe von 728 Kilometern über der Erdoberfläche in einer sonnensynchronen Umlaufbahn mit einer Bahnneigung von 98,28 Grad ausgesetzt. Die drei Instrumente funktionierten problemlos. Ende Februar 2014 trat ein Problem in einem Wanderfeldröhrenverstärker auf, was zum Versagen des Scatterometers führte.

## Aufbau
Die Nutzlast besteht aus zwei indischen und einem italienischen Instrumenten.
- Ocean Colour Monitor (OCM) – OCM ist eine 8-Band Multispektralkamera die im visuellen und nahem Infrarotbereich arbeitet. Die Kamera biete eine Auflösung von 360 × 235 Metern und einer Schwadbreite von 1420 km, wobei sie bis zu 20° außerhalb der Flugrichtung geschwenkt werden kann. Die dazugehörende Sensoren bestehen aus acht quer zur Flugrichtung liegenden Zeilensensoren mit jeweils 6000 Pixeln und einem Spektralbandpass davor.
- Ku-Band-Scatterometer (SCAT) – SCAT ist ein im Gigahertzbereich (13,515 GHz) arbeitendes Radar mit zwei Strahlen. Diese tasten mit einer sich mit 20,5 Umdrehungen pro Minute drehenden ein Meter großen und um 46° von der Senkrechten abweichenden Antenne die Erdoberfläche unterhalb des Satelliten ab und bestimmt der die Windgeschwindigkeiten im Bereich von 4 bis 24 m/s. Das abgetastete Oberfläche beträgt 1400 bzw. 1840 km und hat eine Auflösung von etwa 50 km.
- Radio Occultation Sounder for Atmosphere (ROSA) ROSA ist ein von der italienischen Weltraumagentur ASI gebauter GPS-Empfänger mit zwei Antennen, der für Untersuchungen der Atmosphäre benutzt werden soll. Dazu wird die Brechung der Funksignale von GPS-Satelliten in der Erdatmosphäre wenn diese auf ihrer Flugbahn hinter der Erde verschwinden benutzt, um die vertikalen Profile von Temperatur und Luftfeuchtigkeit zu erhalten. Die vertikale Auflösung beträgt dabei zwischen 0,3 und 3 km und weniger als 1° Kelvin beziehungsweise 10 % Luftfeuchtigkeit.

Der 960 kg schwere und aus Aluminiumlegierungen gebaute Satellit wird von zusammen 15,12 Quadratmeter großen Solarmodulen, die 1360 Watt liefern, und zwei 24 Ah Nickel-Cadmium-Akkumulatoren mit Energie versorgt. Die Versorgungsspannung der beiden Bussysteme liegt bei 28 und 42 Volt. Zur Stabilisierung werden Erd- und digitale Sonnensensoren, dreiachsige Magnetometer und Gyroskopen verwendet, die sich Torque Reaction Wheels, Magnet-Torque Coils sowie einem Hydrazin-Triebwerk zur Lage- und Bahnregelung bedienen.
Die Datenübertragung zur Erde erfolgt im X-Band mit 42,4515 Mbps in QPSK-Modulation, wobei die Daten in einer 64-GBit-Solid-State-Festplatte zwischengespeichert werden. Die Steuerungs- und Telemetriesignale werden im 2 GHz Bereich mit 4 bis 16 Kbps übertragen.